# Раскуиха
Раскуи́ха — деревня в Полевском муниципальном округе Свердловской области России. Ранее входила в состав Кургановского сельсовета города Полевского. Расположена на берегу Чусовой.

## Географическое положение
Деревня Раскуиха расположена в 12 километрах (по автодорогам в 15 километрах) к северо-востоку от города Полевского, на правом берегу реки Чусовой, напротив устья её левого притока — реки Раскуишки. В двух километрах к западу от деревни проходит Полевской тракт.

## История
Слово Раскуиха является производным от глагола расковать.
Поселение было основано в 1720 году как крепость для обеспечения безопасности дороги из Полевского Завода в Уктус, вместе с другими русскими поселениями на реке Чусовой. Первое документальное упоминание относится к 1793 году. В исповедной росписи указаны семьи следующих людей: Федора Асанова, Авдея Карманова, Ивана Красногорова и Кондратия Шалаумова. На 1807 год в деревне насчитывалось 7 дворов, а в 1904 году в деревне насчитывалось 60 дворов и кузница. Первыми поселенцами были пришлые бродяги, которые поселились в начале на левом берегу Чусовой, но в 1774 году, избегая разорения от  нашествия Емельяна Пугачёва, переселились на правый берег. Жители занимались добычей золота и руды, хлебопашеством.
В советское время в деревне располагалась охотничья база Уральского военного округа, где постоянно бывал маршал Георгий Константинович Жуков. Существовал план создания в деревне музея Г. К. Жукова, однако решение о его создании, принятое Законодательным собранием Свердловской области, реализовано не было.
Как и расположенное неподалёку село Мраморское, деревня неоднократно упоминается в книгах Павла Петровича Бажова, в частности в его сказах.
В 1950-х годах в Раскуихе работал художник Василий Дьячков. Здесь им была написана картина «На просторах Урала». Опубликованы воспоминания о встречах художника с Г. К. Жуковым .
С 1953 по 1985 год в деревне жил писатель С. Н. Самсонов, в 2015 году на доме, где он жил, была установлена мемориальная доска.

## Николаевская церковь
В 1896 году была построена деревянная тёплая часовня, которая была освящена во имя Святителя Николая Чудотворца, архиепископа Мирликийского, в память избавления Государя Наследника Николая Александровича от угрожавшей ему опасности в Японии. Часовня была приписана к церкви села Мраморского. После 1915 года часовня была перестроена в деревянную однопрестольную церковь. Церковь была закрыта в 1935 году. В мае 2006 года однопрестольная, деревянная церковь была восстановлена, в ней проводятся службы.

## Школа
В сентябре 1901 года была открыта в помещении часовни школа грамоты.

## Галерея изображений

Деревня в 1959 году
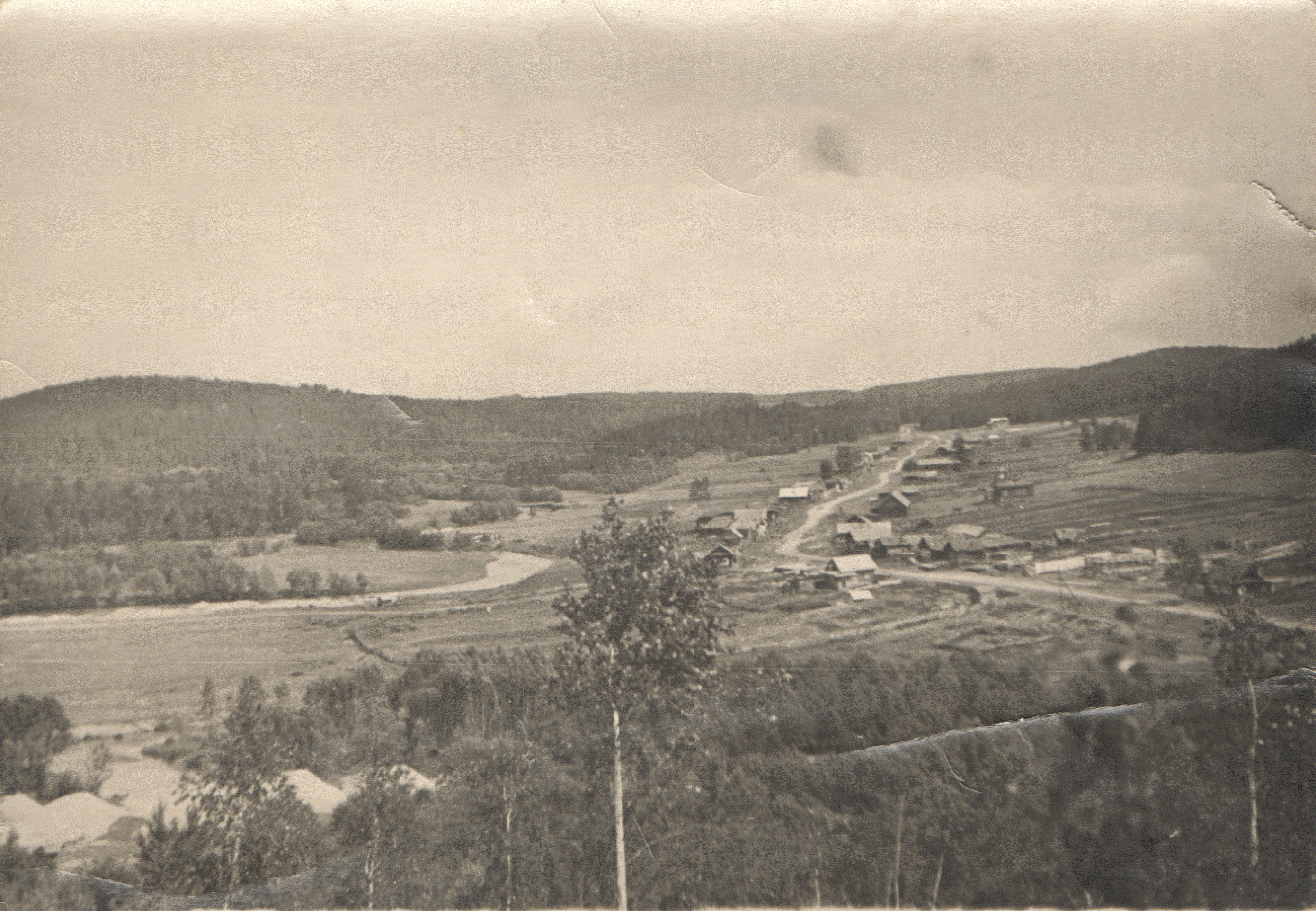
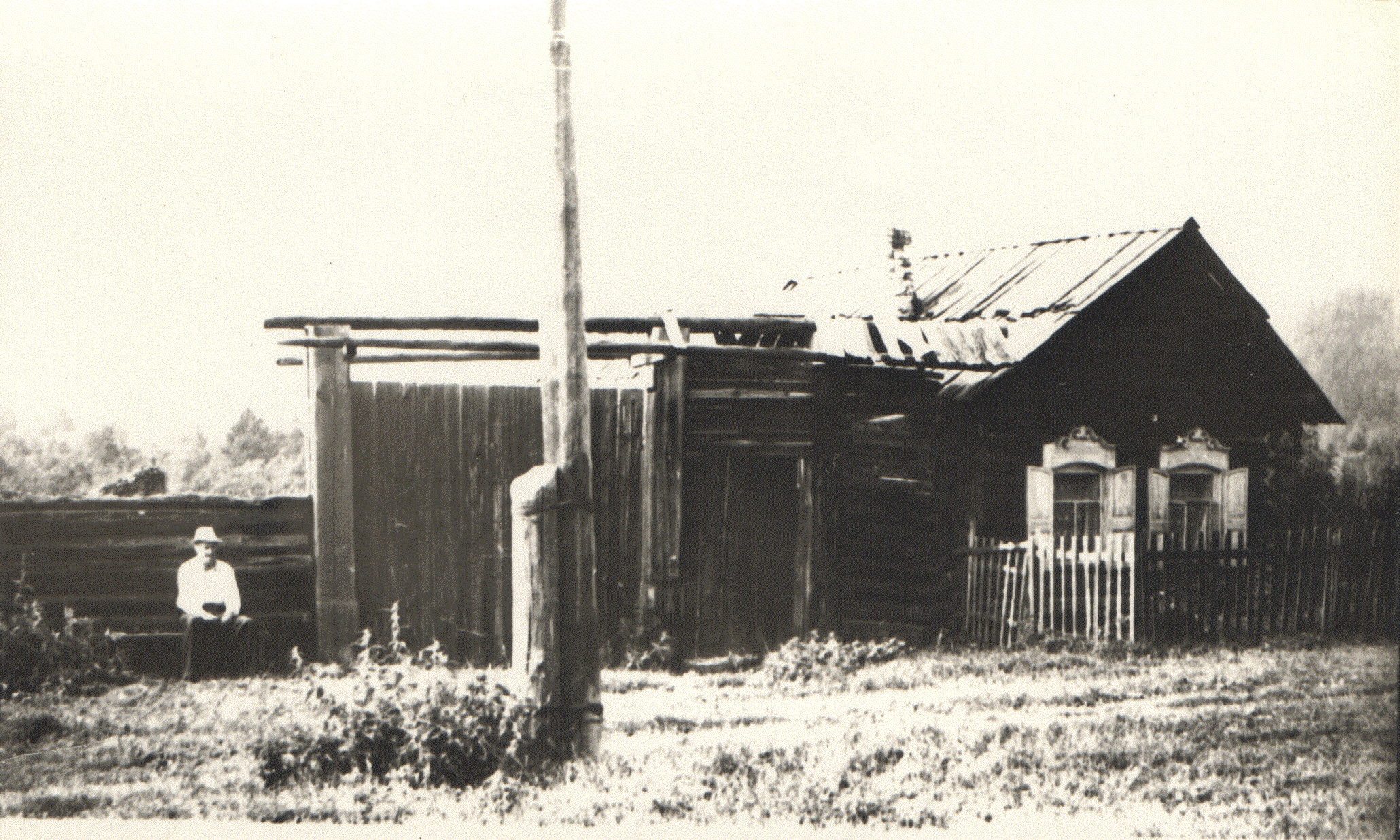
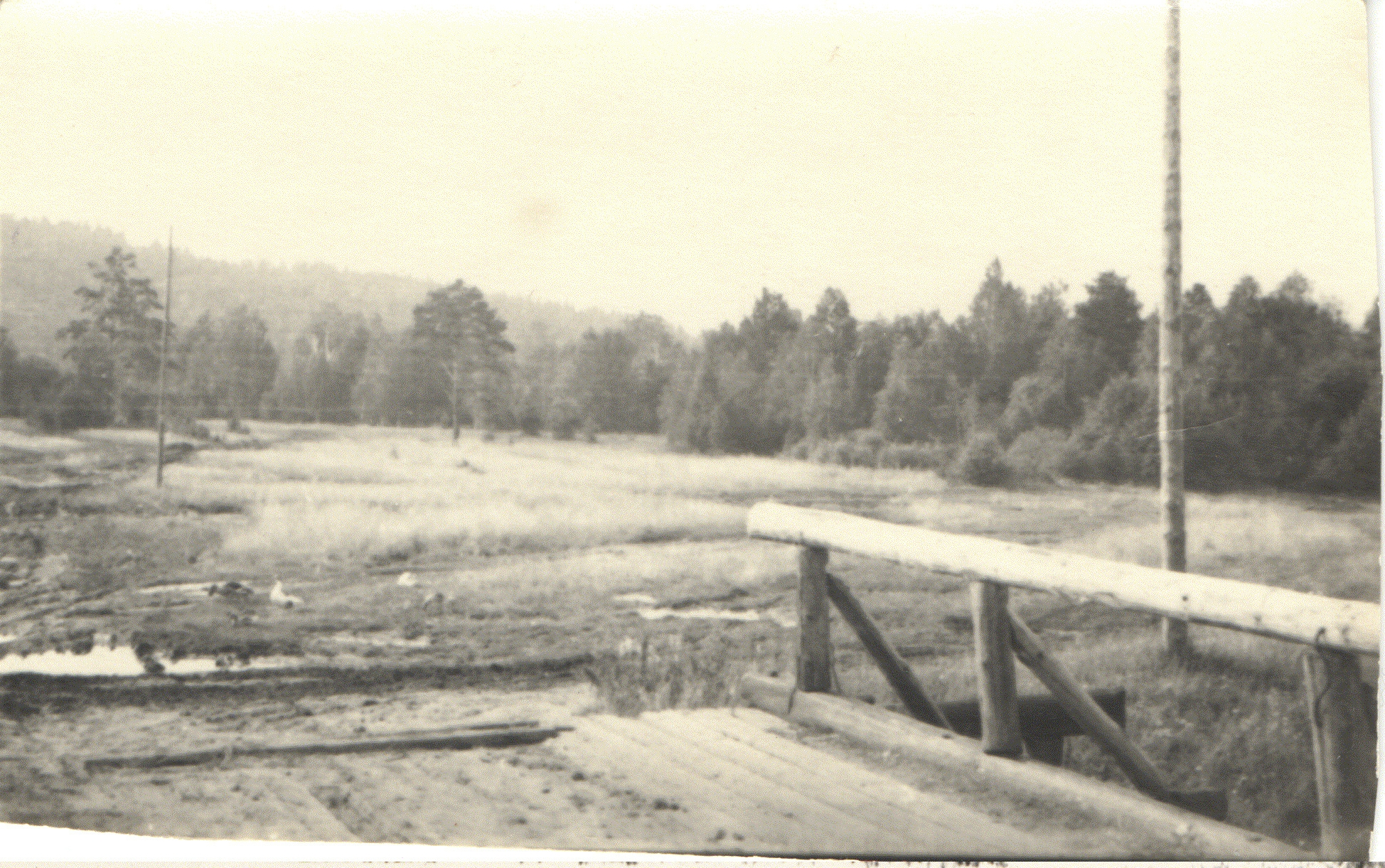